# Prostyle

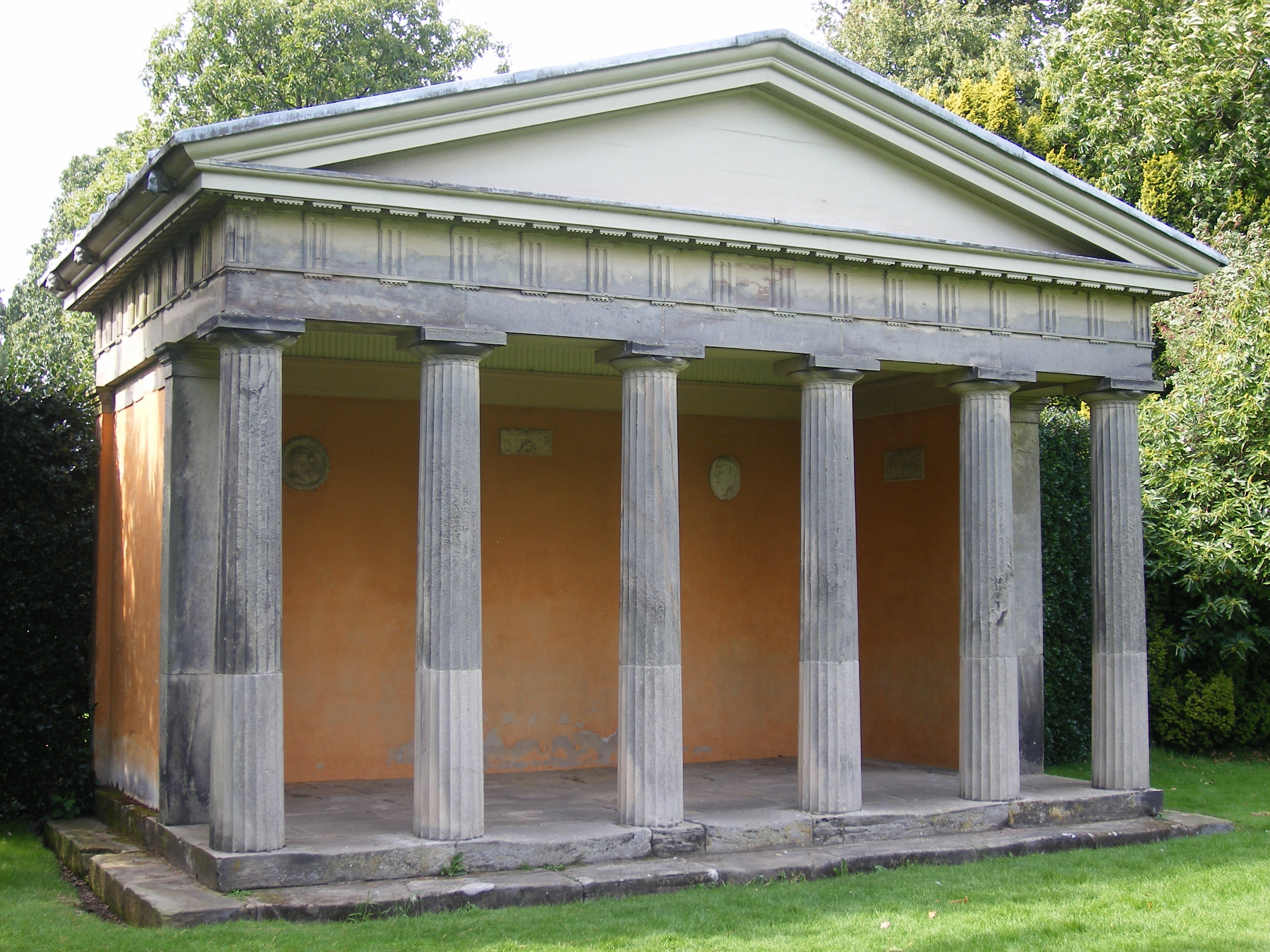
Temple dorique dans le parc de Shugborough Hall (Royaume-Uni). Construit vers 1760 par James Stuart, il s'agit de l'une des deux copies du temple d'Héphaïstos à Athènes.

Prostyle est un terme architectural désignant les temples (notamment grecs et romains) n'ayant qu'une seule rangée de colonnes en façade.
Sans être un temple prostyle, le palais Bourbon possède une façade de ce type.